# فرودگاه کارلووس منیول دا کسپدس
فرودگاه کارلووس منیول دا کسپدس (به انگلیسی: Carlos Manuel de Céspedes Airport) (به زبان بومی: Aeropuerto Carlos Manuel de Céspedes) یک فرودگاه همگانی با کد یاتا BYM است که یک باند فرود آسفالت دارد و طول باند آن ۲۰۹۹ متر است. این فرودگاه در کشور کوبا قرار دارد و در ارتفاع ۶۲ متری از سطح دریا واقع شده‌است.